# Virus Zika
Il virus Zika (ZIKV) è un virus a RNA della famiglia Flaviviridae, isolato per la prima volta nel 1947 da un primate nella Foresta Zika, una riserva naturale vicino a Entebbe in Uganda. Negli esseri umani provoca una malattia nota come "febbre Zika". Il virus è strettamente correlato a quelli che provocano la dengue, la febbre gialla, l'encefalite del Nilo occidentale e l'encefalite giapponese, tutti trasmessi soprattutto da punture d'insetto e pertanto definiti arbovirus.
Negli anni 2010 si sono registrati occorrenze della malattia da virus Zika in tutti i continenti e dei casi isolati si sono registrati anche in Europa, su soggetti che erano reduci da viaggi in zone tropicali e senza che sia documentata alcuna forma di trasmissione del virus in Europa.
Il virus è trasmesso da numerose zanzare del genere Aedes, negli ambienti equatoriali soprattutto da Aedes aegypti. Studi sui vettori implicati nella trasmissione del virus hanno permesso di isolare il virus Zika anche in alcune popolazioni di Aedes albopictus (zanzara tigre) provenienti dal Gabon.
Poiché questa zanzara è divenuta assai comune anche nei climi temperati dell'emisfero boreale, come in Nord America, nella penisola italiana, e in altre zone del bacino mediterraneo, potrebbe in futuro rappresentare un serio rischio di espansione del virus anche in queste aree del pianeta. Tuttavia non esistono casi documentati di trasmissione del virus in Europa da parte di questa zanzara.

## Virologia

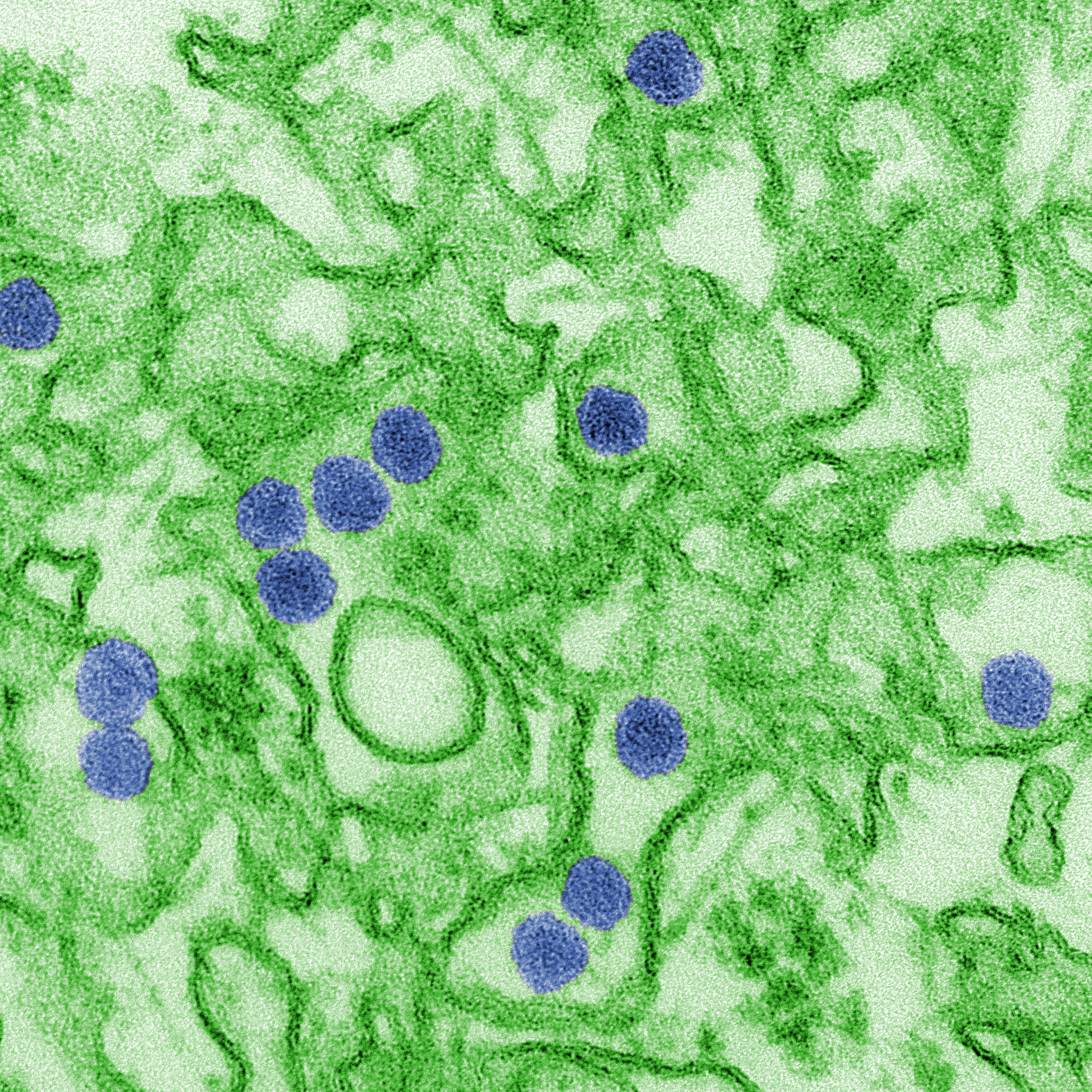
Particelle virali di virus Zika (colorate digitalmente di blu) visualizzate mediante microscopio elettronico a trasmissione (TEM). Il diametro delle particelle è di 40 nm.

Come gli altri virus in questa famiglia, il virus Zika è avvolto da un pericapside icosaedrico e il suo genoma è costituito da una singola elica di RNA a senso positivo, lunga 10.794 nucleotidi. Dal punto di vista filogenetico, esso è strettamente imparentato con il virus Spondweni, un virus che con lo Zika forma un proprio gruppo (clade) Spondweni all'interno al genere Flavivirus.

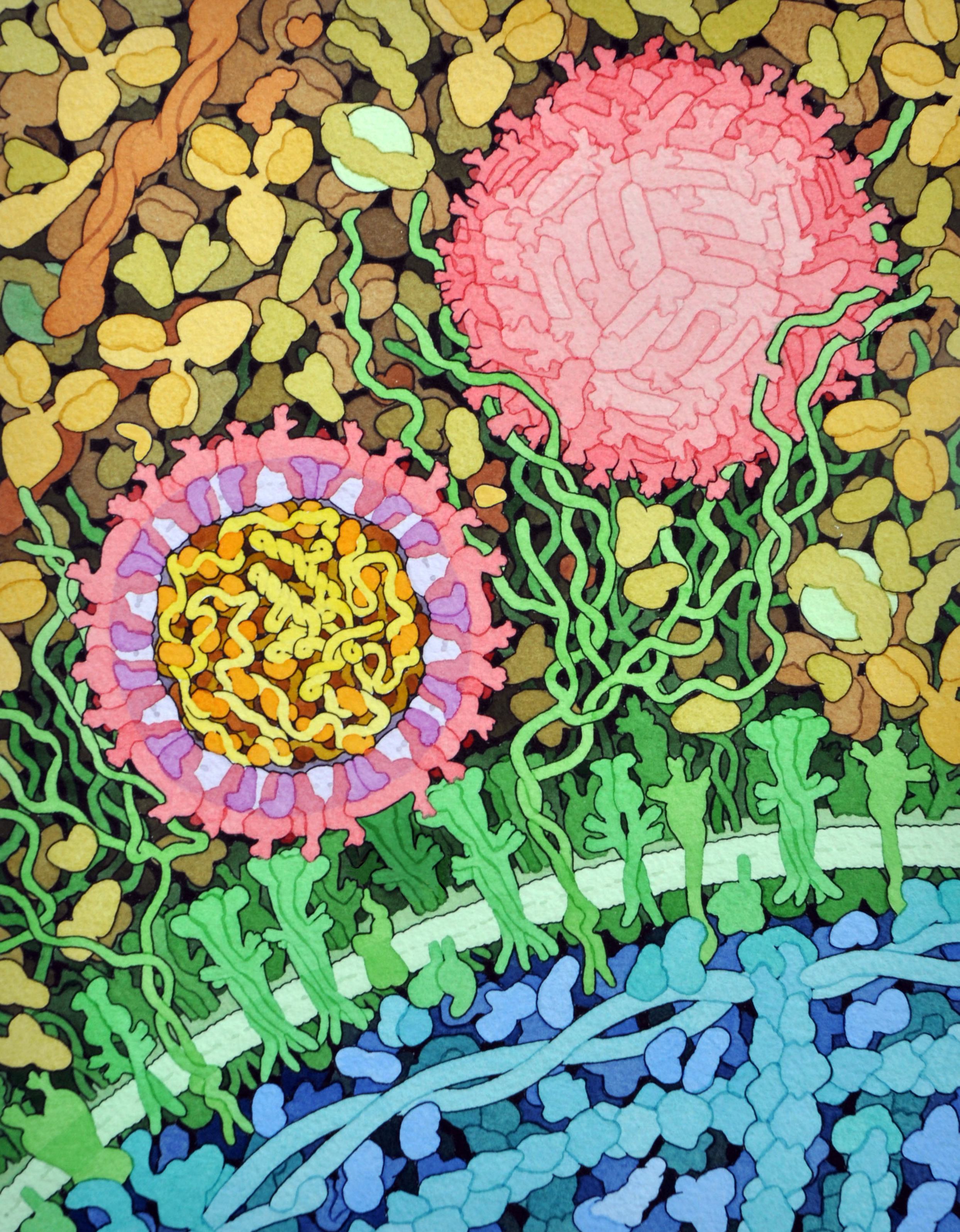
Sezione trasversale del virus Zika che mostra la sua struttura. Sono ben visibili il pericapside, composto da peplomeri glicoproteici (rosa) e proteine (viola) incorporati nella membrana (bianco) formata da un doppio strato di fosfolipidi, i capsomeri (arancione) del capside e il genoma (giallo) a RNA del virus. Il virus è mostrato mentre interagisce con i recettori (verde) di una cellula umana. L'immagine è in realtà un dipinto realizzato dal biochimico americano David Goodsell.

Condivide con gli altri membri del genere le stesse caratteristiche strutturali e lo stesso ciclo di replicazione, così come la stessa organizzazione genetica, tranne che per la regione 3' UTR. Altri membri appartenenti allo stesso genere sono il virus Ilheus (ILHV), quello dell'encefalite di Rocio o virus Rocio (ROCV) e dell'encefalite di Saint-Louis.
Si segnalano casi di possibile co-infezione virale Dengue + Chikungunya + Zika.

### Serbatoi e trasmissione del virus
La febbre Zika si contrae prevalentemente tramite punture di artropodi (zanzare), pur essendo possibile un contagio diretto attraverso emoderivati o per via sessuale, stante la presenza di virioni nel liquido seminale di uomini malati.
Principali serbatoi animali dell'infezione sono i primati, alcuni grandi mammiferi (ippopotami, impala, elefanti, capre, pecore, alcelafi, leoni, gnu, zebre) e i roditori. Durante la prima settimana di infezione il virus Zika è presente in circolo e può essere isolato nel sangue del soggetto.

### Vettori del virus

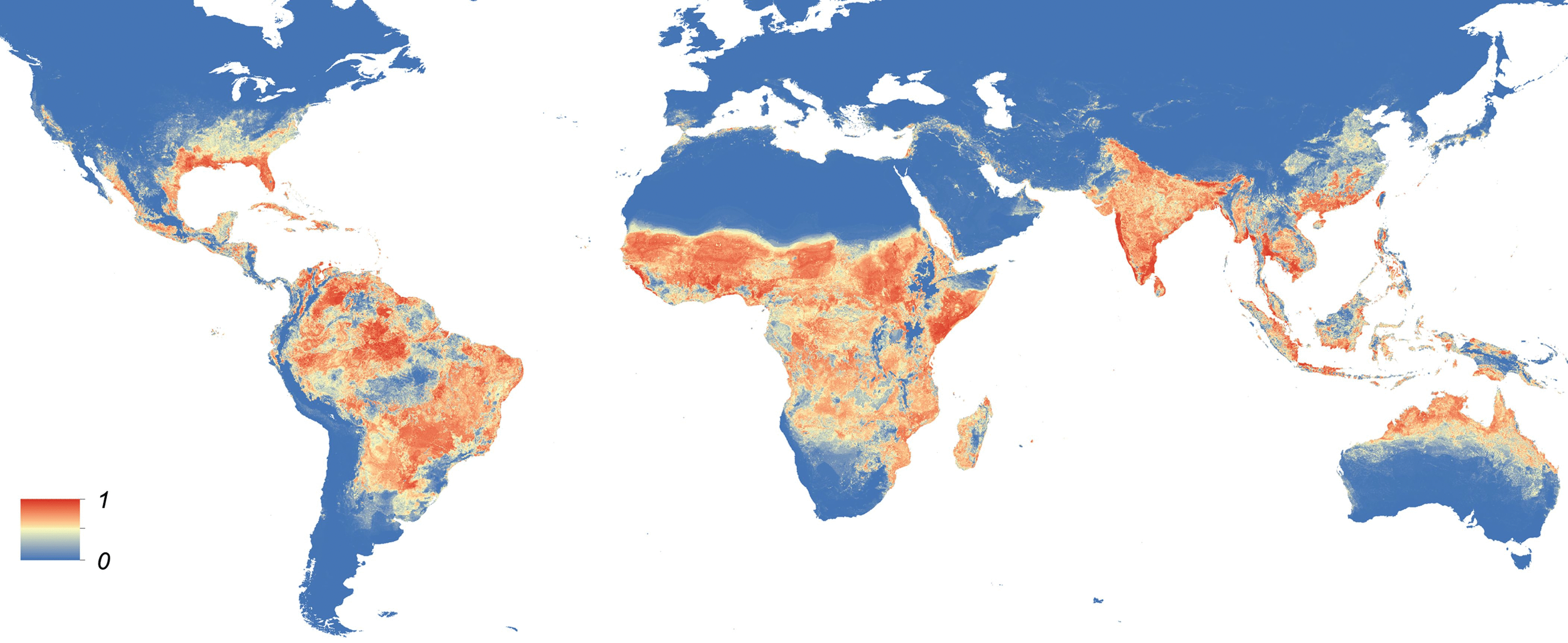
Previsione del 2015 della diffusione mondiale della Aedes aegypti nel 2016 (blu=assente; rosso=molto presente)

Molte specie di zanzare appartenenti ai generi Aedes, Anopheles, Mansonia ed Eretmapodites sono state identificate come vettori del virus. Nei climi caldi il vettore principale è costituito da A. africanus e A. aegypti e, in misura minore, da A. polynesiensis, A. unilineatus, A. vittatus e A. hensilli. Durante l'epidemia di febbre Zika nell'Isola Yap nel 2007, l'Aedes hensilli venne identificata come principale vettore. Negli altri climi più temperati, un potenziale vettore potrebbe diventare la zanzara tigre (Aedes albopictus), abbondantemente distribuita in tutto il mondo. Tuttavia non sono stati documentati casi di trasmissione del virus nelle aree europee, sebbene questa zanzara sia ormai piuttosto comune in alcune zone come la penisola italiana o altre zone del bacino mediterraneo e dell'Europa centrale.

### Vie di trasmissione del virus
Le vie di trasmissione note sono:
- perinatale[22];
- trasmissione sessuale[23][24];
- saliva;
- urine;
- sperma;
- latte materno.

Inoltre è verosimile la possibilità di contagio materno-fetale, essendo stato trovato il virus all'interno della placenta e nel liquido amniotico di malate gravide, con conseguenti effetti teratogeni segnalati sull'embrione, soprattutto nel primo trimestre di gravidanza.
Viene segnalata la possibilità di una trasmissione del virus con la saliva in caso di bacio, però, secondo gli esperti infettivologi dell'ospedale Spallanzani, questa via è molto remota per la scarsa carica virale nella saliva. Al contrario la possibilità di una trasmissione con lo sperma è documentata, essendo stato accertato ufficialmente nel mese di febbraio 2016 il secondo caso di trasmissione del virus per via sessuale: in Texas in una donna contagiata dal partner tornato da un viaggio in Sud America.
Uno studio brasiliano pubblicato su The Lancet il 17 febbraio 2016 ha suggerito una possibile conferma della trasmissione materno-fetale con il liquido amniotico (trasmissione verticale). Il ceppo che interessa il Brasile nel 2016 è un ceppo geneticamente correlato a quello trovato nella Polinesia Francese nel 2013; inoltre i ricercatori scrivono che questo ceppo è responsabile dei casi di microcefalia trovati in Brasile in misura abnormemente alta rispetto a prima dell'epidemia da Zika virus, pur mancando ancora la prova definitiva del tropismo del virus sulle cellule nervose umane.

## Storia ed epidemiologia

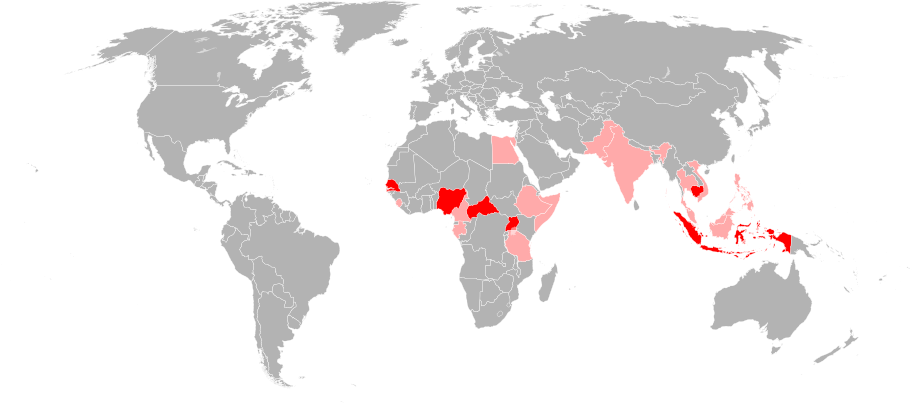
Presenza del virus Zika nel mondo al marzo 2013

Il virus fu isolato nel 1947 da un esemplare di macaco rhesus presente nella Foresta Zika dell'Uganda, e successivamente nel 1968 fu isolato per la prima volta in esseri umani in Nigeria. Dal 1951 al 1981 altri campioni umani sono risultati positivi anche in Uganda, Tanzania, Egitto, Repubblica Centrafricana, Sierra Leone, Senegal e Gabon. In Asia si è riscontrata in India, Malaysia, Filippine, Thailandia, Vietnam e Indonesia, dove è stato trovato nel 2006.
La prima epidemia nota da virus Zika fuori dall'Africa è stata nel 2007 nell'isola di Yap, nella Micronesia. Il virus Zika è stato trovato nel 2015 anche in Colombia, Suriname, El Salvador, Guatemala, Capo Verde, Figi, Vanuatu, Samoa, Nuova Caledonia, isole Salomone, Indonesia, Messico e Brasile.
Gli studi che hanno analizzato l'intero RNA dell'agente infettivo hanno dimostrato un'alta omologia genomica tra il ceppo latino-americano e quello che ha circolato nel Pacifico tra il 2013 e il 2014.

## Patologie
Il virus Zika risulta avere un tropismo spiccato per il tessuto nervoso e per il sistema nervoso centrale: risulta, pertanto, collegato a problemi che riguardano il SNC, come deficit dell'apprendimento e microcefalia. In Polinesia ci sono stati molti casi di Zika ma pochi di microcefalia. Viene da chiedersi, naturalmente, quale sia la ragione: questa è da ricercarsi nel fatto che ivi è possibile ricorrere all'aborto terapeutico, quindi ogni volta che veniva trovato un quadro encefalico alterato, si ricorreva all'aborto.

### Riviste
- Foy BD, Kobylinski KC, Chilson Foy JL, Blitvich BJ, Travassos da Rosa A, Haddow AD, Lanciotti RS, Tesh RB, Probable non-vector-borne transmission of Zika virus, Colorado, USA, in Emerging Infect. Dis., vol. 17, n. 5, 2011,  pp. 880-2, DOI:10.3201/eid1705.101939, PMC 3321795, PMID 21529401.
- Zika virus outbreaks in the Americas, in Wkly. Epidemiol. Rec., vol. 90, n. 45, 2015,  pp. 609-10, PMID 26552108.
- Cardoso CW, Paploski IA, Kikuti M, Rodrigues MS, Silva MM, Campos GS, Sardi SI, Kitron U, Reis MG, Ribeiro GS, Outbreak of Exanthematous Illness Associated with Zika, Chikungunya, and Dengue Viruses, Salvador, Brazil, in Emerging Infect. Dis., vol. 21, n. 12, 2015,  pp. 2274-6, DOI:10.3201/eid2112.151167, PMC 4672408, PMID 26584464.
- Franchini M, Velati C, Blood safety and zoonotic emerging pathogens: now it's the turn of Zika virus!, in Blood Transfus, 2015,  p. 1, DOI:10.2450/2015.0187-15, PMID 26674809.
- Marcondes CB, Ximenes MF, Zika virus in Brazil and the danger of infestation by Aedes (Stegomyia) mosquitoes, in Rev. Soc. Bras. Med. Trop., 2015, DOI:10.1590/0037-8682-0220-2015, PMID 26689277.